# Osztrópatak
Osztrópatak (más néven Osztópatak, szlovákul: Ostrovany) község Szlovákiában, az Eperjesi kerület Kisszebeni járásában.

## Fekvése
Eperjestől 12 km-re északnyugatra, a Tarca jobb partján található.

## Története
A község területén ötezer évvel ezelőtt élt a keleti vonalas kerámia népe, melynek gazdag leletanyagát találták meg itt. A régészeti leletek azt is mutatják, hogy a Tarca melléke később is kereskedelmi és kézműves központ volt. A környéket a korai bronzkortól folyamatosan lakták. Leletek kerültek elő a kereszténység előtti időszakból, a 2–5. századból, de megtalálták a korai szláv telepek és a 12–13. századi magyar betelepülés nyomait is.
A falut 1248-ban „Osztropotoka” néven említik először. Lakói egykor főként mezőgazdasággal és állattartással foglalkoztak. Kezdetben a királyé majd 1399-től – amikor Luxemburgi Zsigmond Szeretvai Péternek adta – nemesi birtok. 1427-ben 45 adózó portája volt. A 16. századig Szeretvai Péter leszármazottai a község urai. A század második felétől a Bertóti, Kálnási és Semsey családok birtoka volt. Ezután a 18. századtól a Dessewffy, Péchy és Bánó családé, akik a 18. század közepén kastélyt és kúriát építettek ide. 1737-ben és 1738-ban a település leégett. 1787-ben 47 házában 360 lakos élt.
A 18. század végén Vályi András így ír róla: „Arany Pataka, Osztro Pataka. Tót faluk Sáros Vármegyében; és Szebenhez nem meszsze fekszenek, ’s lakosai a’ földmivelésen kívűl olajat is készítenek.”
1828-ban 62 háza és 464 lakosa volt. Lakói mezőgazdasággal, állattartással, erdei munkákkal és gyógyolaj készítéssel foglalkoztak.
Fényes Elek 1851-ben kiadott geográfiai szótárában így ír a faluról: „Osztrópataka, Ostrovjani, tót falu, Sáros vgyében, Nyárs-Ardóhoz 1 órányira, 452 kath., 8 ev., 6 zsidó lak. Szép kastély. Nehány évek előtt a Tarcza partján sok drága régiségek ásattak ki, s most a bécsi cs. drágaságok gyüjteményében őriztetnek. F. u. Péchy. Ut. p. Eperjes.”
A trianoni diktátum előtt Sáros vármegye Kisszebeni járásához tartozott.
Lakosságának megközelítőleg kétharmada roma, fennmaradó része szlovák nemzetiségű. A község önkormányzata 2009 októberében betonelemekből két méter magas, 150 méter hosszú kerítést emelt a roma telep és a község elkülönítése végett, döntésüket a lopások megfékezésével indokolták.

## Népessége
| Év:            | 1994. | 2004.    | 2014.    | 2024.    |
| -------------- | ----- | -------- | -------- | -------- |
| Emberek száma: | 1229  | 1620     | 1975     | 2511     |
| Eltérés:       |       | +31,81 % | +21,91 % | +27,13 % |

| Év:            | 2023. | 2024.   |
| -------------- | ----- | ------- |
| Emberek száma: | 2462  | 2511    |
| Eltérés:       |       | +1,99 % |

1910-ben 376, túlnyomórészt szlovák lakosa volt.
2001-ben 1500 lakosából 789 szlovák és 659 cigány volt.
2011-ben 1803 lakosából 977 cigány és 758 szlovák.

## Híres szülöttei
- Kyla Cole (1979) – erotikus fotómodell

## Nevezetességei
- Osztrópatakán 1790-ben és 1865-ben is találtak gazdag császárkori germán sírt. Részletes feldolgozásukat legutóbb Prohászka Péter (2004) adta. Lásd: Osztrópatakai vandál királysír.
- Szent Kozma és Damján tiszteletére szentelt, római katolikus temploma eredetileg román stílusú volt, 1530 körül reneszánsz stílusban, majd 1741-ben barokk stílusban építették át. Az 1851-es tűzvész után klasszicista stílusban újra átépítették. 1992-ben részben bővítették. Tornya reneszánsz stílusú. 1480 körül készült gótikus Mária-szobra ma Budapesten, a Szépművészeti Múzeumban látható.
- A templom előtt álló első világháborús emlékművet 1920-ban szentelték fel.
- A Bánó család kastélya a 18. század közepén épült, a 19. század első harmadában átépítették. 1858-ban létesített 10 hektáros szép park övezi értékes fákkal és növényekkel.
- Klasszicista kúriája 1841-ben létesült, a 19. század utolsó harmadában átépítették.